# 한탄강 오토캠핑장
한탄강 오토캠핑장은 경기도 연천군 전곡읍 전곡리 한탄강 관광지 내에 있는 캠핑장이다. 2008년에 개장하였다.

## 시설물
- 자동차 야영장
- 캐라반
- 캐빈하우스
- 회의실
- 축구장
- 풋살구장

## 사진
시설물
- 자동차야영장
- 캐라반
- 캐빈하우스

## 기타
- 대한민국의 3대 캠핑장으로 꼽는 견해가 있다.[1]